# بشرى بيبي
بشرى بيبي خان (بالأردوية: بشریٰ بی بی خان)‏، تولت سابقا منصب السيدة الأولى لباكستان وهي الزوجة الثالثة لرئيس الوزراء الباكستاني الحالي عمران خان. تزوج عمران وبُشرى قبل حوالي 6 أشهر من تولي عمران لمنصب رئيس الوزراء.

## طفولتها
وُلدت بشرى بيبي يوم 16 أغسطس 1974 في مدينة باكبتان، لأبوين من عائلة كشميرية تنحدر أصولها من منطقة البنجاب في باكستان.